# Крекінг-установка у Бургасі
Крекінг-установка у Бургасі — складова частина майданчику нафтохімічного спрямування, розташованого у болгарському портовому місті Бургас. Станом на другу половину 2010-х перебувала на консервації.
У 1963 році у Бургасі почало роботу нафтохімічне виробництво, яке спершу мало потужність у 60 тисяч тонн етилену на рік. Згодом цей показник довели до 400 тисяч — дві установки парового крекінгу (піролізу) на 150 та 250 тисяч тонн. Продукований ними етилен використовувала лінія полімеризації потужністю 85 тисяч тонн  поліетилену на рік, виробництва охсиду етилену (80 тисяч тонн) та моноетиленгліколю (100 тисяч тонн). Крім того, цей олефін постачався в район Варни по етиленопроводу Бургас — Девня.
Установки використовували важку, як для нафтохімії, сировину – газовий бензин (більш потужна могла також споживати незначну кількість бутану та етану — 10 % і 3,5 % відповідно). Це дозволяло продукувати значні об'єми пропілену (на майданчику діяла лінія з випуску 80 тисяч тонн поліпропілену на рік) та бутилен-бутадієнової фракції.
У 2009-му, на тлі світової фінансової кризи, робота нафтохімічного майданчику у Бургасі була зупинена. За два роки відновили випуск поліпропілену, проте станом на 2018-й піролізна установка потужністю 150 тисяч тонн та виробництва на основі етилену так і залишались у консервації. При цьому власник майданчику компанія «Лукойл» віддавала перевагу розвитку свого нафтохімічного виробництва у Будьонновську, проте провадила модернізацію бургаського нафтопереробного заводу. Зокрема, в 2012 році на місці демонтованої установки Етилен-250 почали зводити комплекс гідрокрекінгу гудрону.